# Einer (Norbert Gstrein)

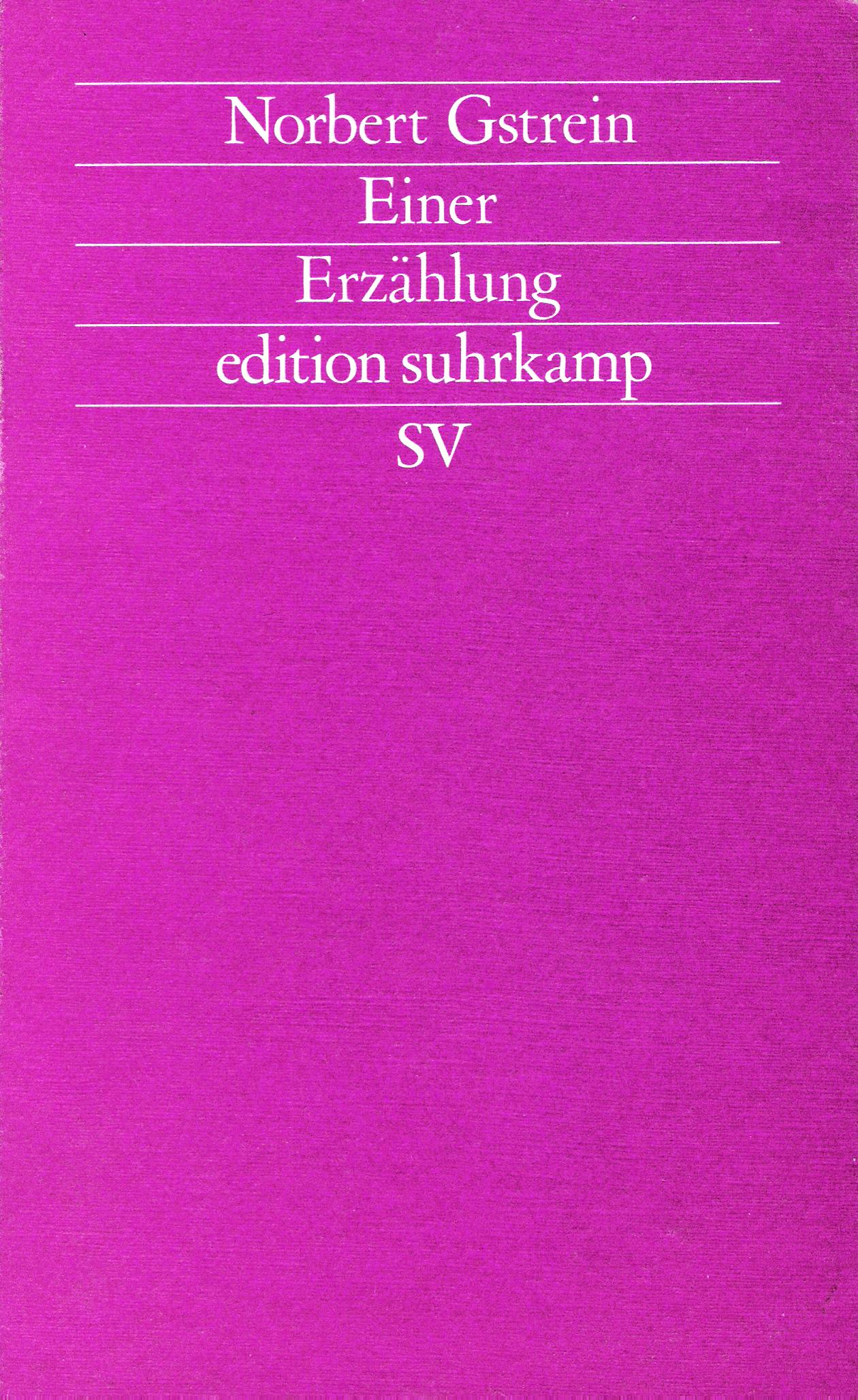
Einer (Erstausgabe)

Einer ist eine von Norbert Gstrein 1988 erschienene Erzählung. Sie erzählt die Geschichte eines Außenseiters mit einem touristisch erschlossenen Dorf in Österreich als Hauptschauplatz.

## Handlung
Die Erzählung spielt in einem kleinen, aber sehr touristischen Dorf in den Alpen. Die Rahmenhandlung der Erzählung ist eine Befragung: Die Familie von Jakob soll von seinem Leben und einer „Tatnacht“ berichten, wobei offenbleibt, welches Verbrechen Jakob begangen hat.
Die Erzählung besteht großteils aus Rückblicken auf Jakobs Leben, aus verschiedenen Perspektiven erzählt.
Jakob, ein sehr kluges Kind, wird aufs Internat geschickt. Dort fühlt er sich nicht wohl, er ist Außenseiter und wird missbraucht. Nach seiner Rückkehr ins Dorf fühlt er sich aber auch dort nicht mehr zuhause. Vor allem die Abhängigkeit der Dorfbewohner den Touristen gegenüber stört ihn. Er kann sich nicht mit der Rolle als Dorfbewohner identifizieren. Jakob zieht sich immer mehr zurück, verwahrlost und verfällt dem Alkohol.

## Themen
Die Themen in Einer sind vielfältig: Hauptsächlich geht es um das Scheitern von Jakobs Identität. Die Gründe für dieses Scheitern sind auf mehrere Störfaktoren seiner Kindheit zurückzuführen, z. B., dass er die Schwelle zwischen Kindheit und Erwachsensein sowie zwischen Stadt und Land nicht zu überwinden vermag. Weitere Themen sind die Entfremdung von der Heimat, Familienkonstellationen, das Annehmen und Verweigern einer sozialen Rolle. Auch der Tourismus und dessen Einfluss auf das Zusammenleben im Dorf spielen eine Rolle.
Weiteres zentrales Thema ist die Sprachproblematik Jakobs und des Dorfes: Innerhalb des Dorfes wird Sprache nur für den alltäglichen Gebrauch verwendet. Damit kann Jakob sich nicht identifizieren; er sucht verzweifelt nach einem weniger oberflächlichen Sprachgebrauch, scheitert jedoch. Im Verlauf der Erzählung ist außerdem die scheinbare Liebe zwischen Jakob und Hanna, in die er seit der gemeinsamen Kindheit verliebt ist, zum Scheitern verurteilt, da die Gleichgültigkeit des Dorflebens alle Anstrengungen auf ein gemeinsames neues Leben wie eine Lawine erstickt.

## Erzähltechnik
Die Erzählung ist von vielen Zeitsprüngen und Rückblicken geprägt. Über allem steht ein allwissender Erzähler, der verschiedene Blickwinkel einnimmt und das Wort erteilt. Dieser häufige Perspektivenwechsel – oft mitten im Satz – ist kennzeichnend für den Stil der Erzählung. Jakob selbst kommt allerdings nie zu Wort, über ihn wird nur über Dritte berichtet.

## Gattung des Anti-Heimatromans
Einer ist der Gattung des Anti-Heimatromans zuzuschreiben, der die Thematiken des Heimatromans übernimmt, sie jedoch karikiert und die Wertungen z. B. von Stadt und Land fast vollständig ins Gegenteil verkehrt. Der Anti-Heimatroman beschäftigt sich mit Störungen im Identitätsbildungsprozess und thematisiert und kritisiert Entfremdungsprozesse von der Heimat, soziale Determination, Hoffnungs- und Ausweglosigkeit sowie das Verharren zwischen zwei Zuständen.

## Rezeption
Gstreins Erzählung Einer fand bei ihrem Erscheinen 1988 große Beachtung bei der deutschsprachigen Literaturkritik. Gstreins literarisches Debüt galt damals und gilt bis heute als „fulminanter Erstlingserfolg“. Gstreins Erzählung wurde als Meilenstein einer strategisch kalt angelegten Regionalerzählung mit überregionaler Konnotation angesehen. Sie wurde bei ihrem Erscheinen gleichermaßen für ihren Stoff, ihr Thema und ihre Erzählweise gerühmt.
Thematisch ist Gstreins Erzählung eng mit der Weltabgewandtheit seiner eigenen Heimat, dem Ötztal, verbunden. „Jetzt kommen sie und holen Jakob.“ ist der erste Satz der Erzählung, in dem bereits die Exposition des Themas enthalten ist. Gstrein verwendet zwar Elemente der Heimatliteratur des 19. Jahrhunderts, verkehrt diese jedoch in das Gegenteil eines Anti-Heimat-Romans in der Nachfolge von Franz Innerhofer. Der Literaturwissenschaftler Gerhard Fuchs schrieb in seiner Laudatio zur Verleihung des Franz-Nabl-Preises an Norbert Gstrein: „...die provinzielle Sozialstruktur der Tiroler Fremdenverkehrsgemeinde bietet für die Bewohner keine Beheimatung, sondern läßt sie in innerer und äußerer Vereinsamung einen Passionsweg beschreiten, an dessen Ende die Auslöschung der sozialen Identität und die Verwahrung stehen. Hanna und Jakob sind als Außenseiterfiguren konzipiert, in deren Scheitern gleichzeitig auch die Fragwürdigkeit der Beurteilungsstrategien der erzählenden Beobachter sichtbar wird.“
Die Frankfurter Allgemeine Zeitung betitelte anlässlich der Erstveröffentlichung ihre Besprechung mit der Überschrift „Mutmaßungen über Jakob“. Diese Anspielung auf den gleichnamigen Roman von Uwe Johnson verwies auf den Rang und Anspruch, den diese Erzählung in der heutigen deutschsprachigen Gegenwartsliteratur einnimmt. Gerhard Melzer schrieb in der Neuen Zürcher Zeitung in seiner Rezension: „Seit Peter Handkes Wunschlosem Unglück ist eine derart dichte, dabei unangestrengte Verflechtung von Erzählung und Erzählreflexion nicht gelungen. Hier schreibt einer, der offenbar genug Erfahrungen macht, um davon erzählen zu können, und gleichzeitig ganz genau weiß, daß solche Erfahrungen oft spurlos verdampfen in der Voraussetzungslosigkeit reinen Erzählens.“
Der Schriftsteller Jorge Semprún stellte 2001 in seiner Laudatio zur Verleihung des Literaturpreises der Konrad-Adenauer-Stiftung an Norbert Gstrein in Weimar fest: „In seinen ersten Erzählungen hat Norbert Gstrein die Wunder und die Geheimnisse des Alltags erforscht und herausragend beschrieben. Die Wunden des Alltags auch, selbstverständlich. Gibt es Wunder ohne Wunden? Es hat den schweigenden Außenseitern der österreichischen Dorf- und Berggemeinschaften zur Sprache verholfen, sie vor dem Verlust und Verschwinden gerettet. Und sie, trotz der innerlichen – scharfen und zarten – Kritik, gerechtfertigt, was wahrscheinlich noch wichtiger ist.“

## Buchausgaben
- Einer. Erzählung. Suhrkamp, Frankfurt am  Main 1988 (= edition suhrkamp 1483), ISBN 3-518-11483-2.
- Einer. Erzählung. Suhrkamp, Frankfurt am  Main 1998 (= suhrkamp taschenbuch 2959), ISBN 3-518-39459-2.
- Einer. Erzählung. Suhrkamp, Frankfurt am  Main 2003 (= edition suhrkamp 2423), ISBN 3-518-12423-4.
- Einer. Erzählung. Mit einem Kommentar von Heribert Kuhn. Suhrkamp, Frankfurt am  Main 2005 (= Suhrkamp BasisBibliothek 61), ISBN 978-3-518-18861-3.